# NGC 1084
NGC 1084 este o galaxie spirală situată în constelația Eridanul. A fost descoperită în 10 ianuarie 1785 de către William Herschel. Se află la o distanță de 19,23 megaparseci de Pământ.